# Samuel Mayall
Samuel Mayall (* 21. Juni 1816 in North Gray, Cumberland County, Massachusetts; † 17. September 1892 in St. Paul, Minnesota) war ein US-amerikanischer Politiker. Zwischen 1853 und 1855 vertrat er den Bundesstaat Maine im US-Repräsentantenhaus.

## Werdegang
Samuel Mayall wurde 1816 in North Gray geboren. Diese Ortschaft gehörte damals noch zu Massachusetts, fiel aber 1820 an den damals neu gegründeten Staat Maine und wurde später ein Teil der Stadt Gray. Mayall besuchte die öffentlichen Schulen seiner Heimat und genoss auch eine private Erziehung. Später zog er nach Gray. Politisch war er Mitglied der Demokratischen Partei. In den Jahren 1845, 1847 und 1848 war er Abgeordneter im Repräsentantenhaus von Maine. Zwischenzeitlich saß er auch im Staatssenat.
Im Jahr 1850 lehnte er die Nominierung seiner Partei für die Kongresswahlen noch ab. 1852 wurde Mayall dann aber doch im zweiten Wahlbezirk von Maine in das US-Repräsentantenhaus in Washington, D.C. gewählt. Dort trat er am 4. März 1853 die Nachfolge von John Appleton an. Da er im Jahr 1854 auf eine weitere Kandidatur verzichtete, konnte er bis zum 3. März 1855 nur eine Legislaturperiode im Kongress absolvieren. Diese Zeit war von den heftigen Diskussionen um die Sklaverei im Vorfeld des Bürgerkrieges geprägt.
Nach der Gründung der Republikaner im Jahr 1854 wurde Mayall Mitglied dieser neuen Partei. Im Jahr 1856 war er Delegierter zur Republican National Convention in Philadelphia, auf der John Charles Frémont als erster republikanischer Präsidentschaftskandidat nominiert wurde. Im Jahr 1857 zog er nach St. Paul in Minnesota, wo er großen Landbesitz erwarb. Zu Beginn des Bürgerkriegs wurde er Hauptmann in der Armee der Union. Später kümmerte er sich um seine Ländereien und seine anderen Geschäftsinteressen in Minnesota. Samuel Mayall starb am 17. September 1892 in St. Paul und wurde dort auch beigesetzt.